# Stará škola (Dřevčice)
Stará škola v Dřevčicích, které jsou administrativně součástí města Dubá v okrese Česká Lípa v Libereckém kraji, je zapsaná jako kulturní památka v Ústředním seznamu nemovitých kulturních památek České republiky. Stavba se nachází při hranici Chráněné krajinné oblasti Kokořínsko – Máchův kraj, která je v těchto místech zároveň totožná i s hranicí evropsky významné lokality Roverské skály.

## Historie
První zmínky o vsi Dřevčice (Drzewiczicz, Drzewczycz, Drziewyssicz, Drziewczicz, Drzyewiczye apod.) jako o zemanském sídle se objevují již v druhé polovině 14. století, konkrétně mezi roky 1363–1373 ve spojitosti se jménem Soběhrda z Dřevčic. 

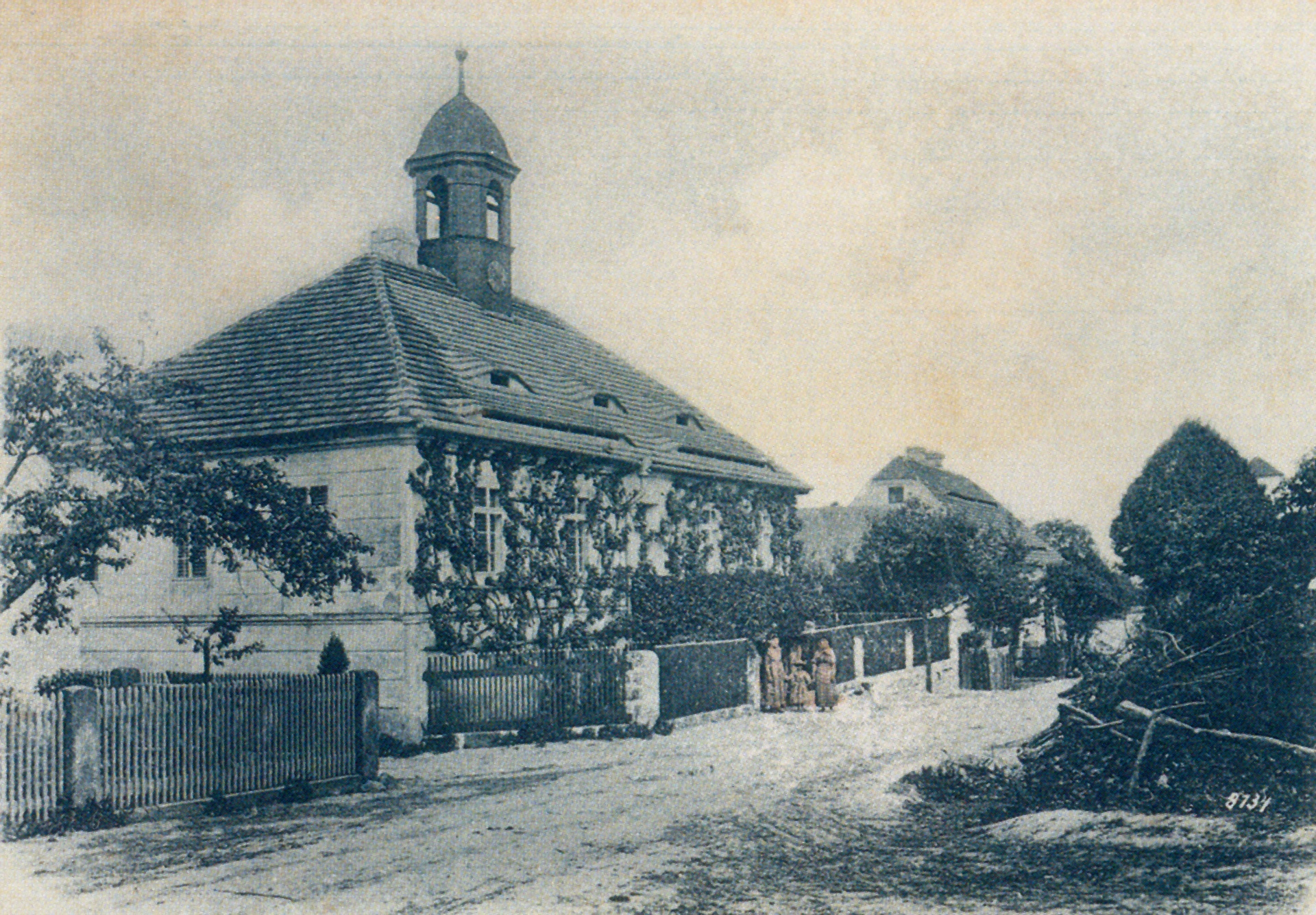
Stará škola na pohlednici z r. 1901

V 19. století Dřevčice náležely k Novozámeckému panství Kouniců, jehož správním centrem byl tzv. Nový zámek v Zahrádkách u České Lípy. V roce 1848 byly Dřevčice postiženy velkým požárem. Oheň zničil celkem 24 zdejších domů, což představovalo více než třetinu celé vesnice. Avšak ještě v témže roce nechala správa Novozámeckého panství v centru Dřevčic  na místě, zvaném Hirtenberg („Pastýřův vrch“) postavit novou školu.
Tato budova s věžičkou a hodinami se dochovala až do 21. století, i když již neslouží svému původnímu účelu. Stará škola měla charakter vesnické jednotřídky a navštěvovalo ji více než sedm desítek dětí z Dřevčic a z nedalekých Heřmánek. Po čase dřevčická obecná škola již nestačila pojmout větší počet dětí a na okraji řady domů, nacházejících na protější straně silnice, byla proto postavena škola nová. Tato nová škola sloužila svému účelu až do roku 1977, od té doby děti z Dřevčic a okolí dojíždějí do školy v Dubé.
V budově staré školy, která je v majetku města Dubá, je provozován místní hostinec. V roce 2020 muselo město nechat provést opravu věže s hodinami, která byla v havarijním stavu. Předtím, než byla snesena věž a odvezena z Dřevčic k opravě, byl z ní sejmut ciferník, elektronický hodinový strojek a zvon z roku 1918. V kulovité makovici na hrotu věže byla přitom nalezena schránka z roku 1921 s historickými záznamy a dobovými platidly, která byla po opravě vrácena na místo. Německy psané dokumenty obsahovaly mimo jiné seznam jmen obyvatel Dřevčic dle jednotlivých čísel popisných, informace o cenách základních potravin a popis historie obce.

## Popis stavby
Budova čp. 42 se nachází na stavební parcele č. 23 o rozloze 191 m2 na katastrálním území Dřevčice. Jedná se o zděný objekt se zvýšeným přízemím a  s částečně zapuštěným provozním suterénem. Budova je krytá valbovou střechou, která je zakončená zvonovým sanktusníkem s hodinami. Zvonice s lucernou je pobitá plechem. Ve věži se zachoval cimbál, který náležel k původním mechanickým hodinám. Podélné průčelí má pět okenních os, ve střední části se nachází vchod do budovy. Místnosti v interiéru mají ploché stropy.

## Pamětihodnosti v okolí školy
Přes silnici přímo naproti škole (a tudíž již na území Chráněné krajinné oblasti Kokořínsko – Máchův kraj) se nachází památkově chráněná usedlost čp. 4. Autor vlastivědných spisů Friedrich Bernau z druhé poloviny 19. století vyslovil domněnku, že ohradní zdi této usedlosti jsou pozůstatky někdejší dřevčické tvrze.

Prostranství se zelení při severní straně školy dominuje mohutný platan javorolistý. Tento 16 metrů vysoký platan s obvodem kmene 335 cm je od roku 1994 chráněn jako památný strom. Dále z Dřevčic směrem na sever se na místě, kde se střetává Čertova rokle, Drchlavský důl a Dolské údolí neboli Roklice, nachází zřícenina Chudého hrádku. Z Dubé přes Dřevčice do Skalky a dále do Úštěka vedla před staletími původní trasa tzv. Staré Husí cesty. Úsek této historické cesty byl na severozápadním okraji Dřevčic obnoven v roce 2015. Vznikla zde alej ovocných stromů, která byla později oceněna na prvním místě v celostátní soutěži Alej roku 2017.

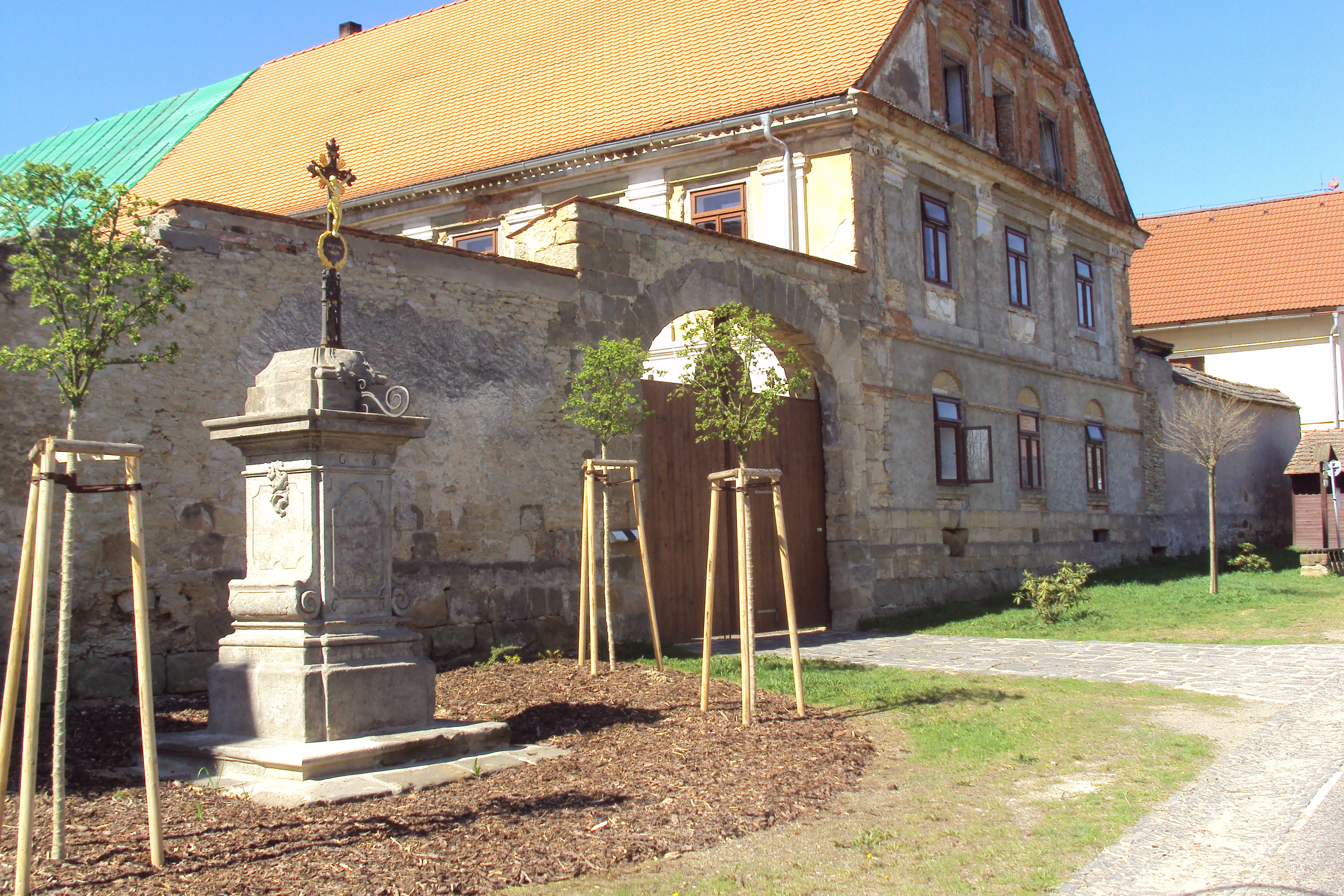
Usedlost čp. 4 naproti škole
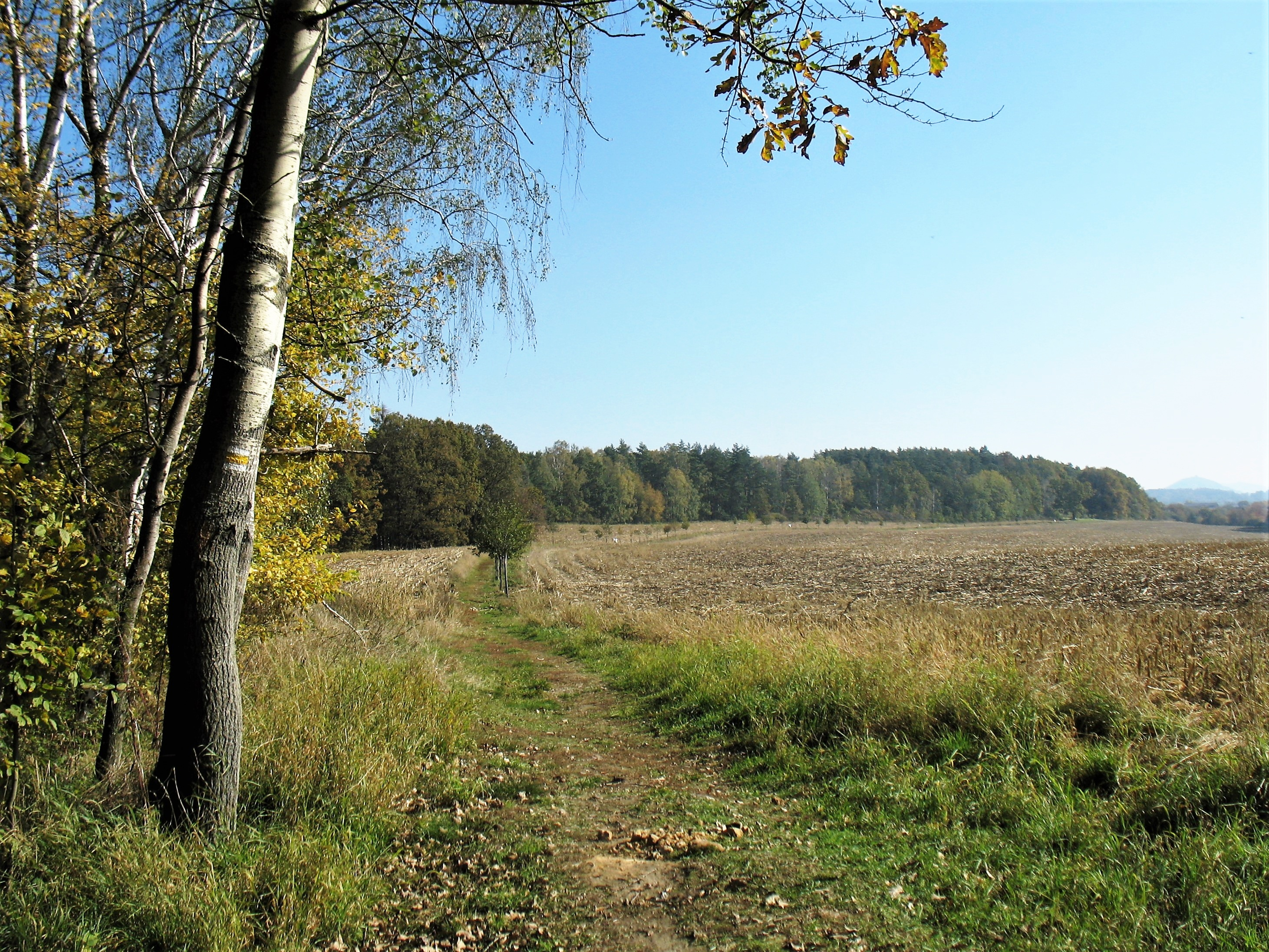
Stará Husí cesta na okraji Dřevčic
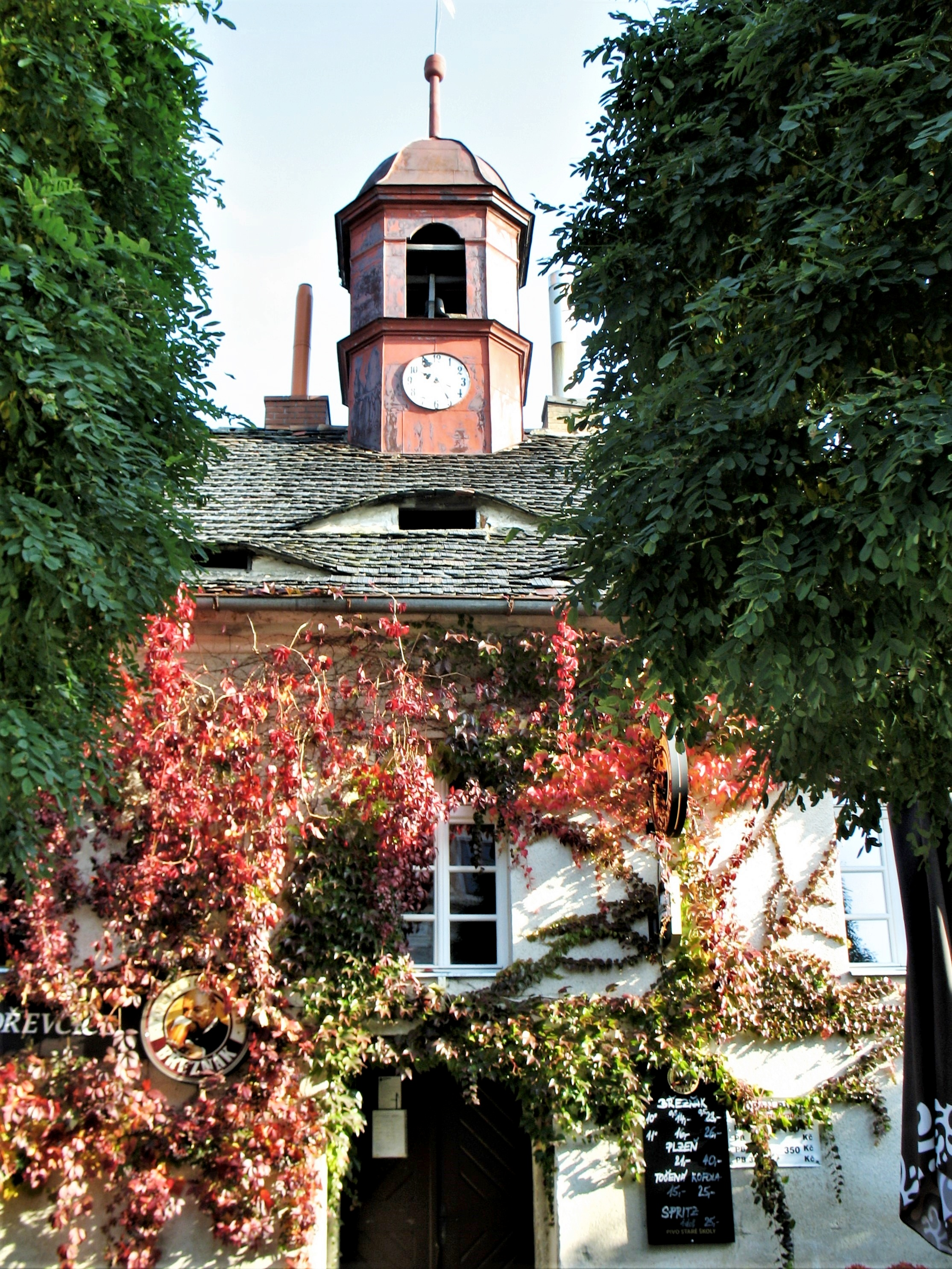
Věžička se zvonem a s hodinami na střeše školy
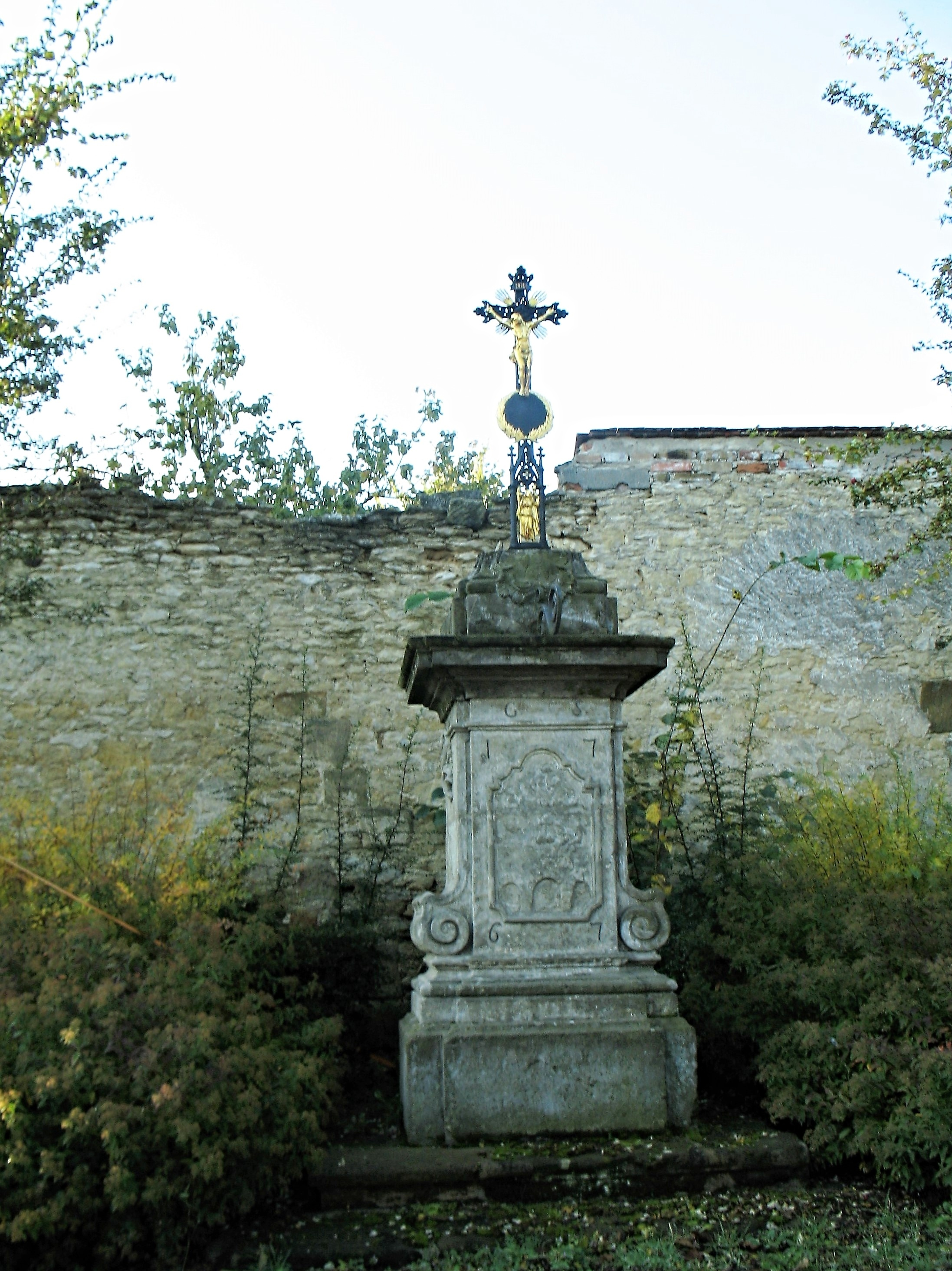
Kříž naproti škole u zdi dvora čp. 4
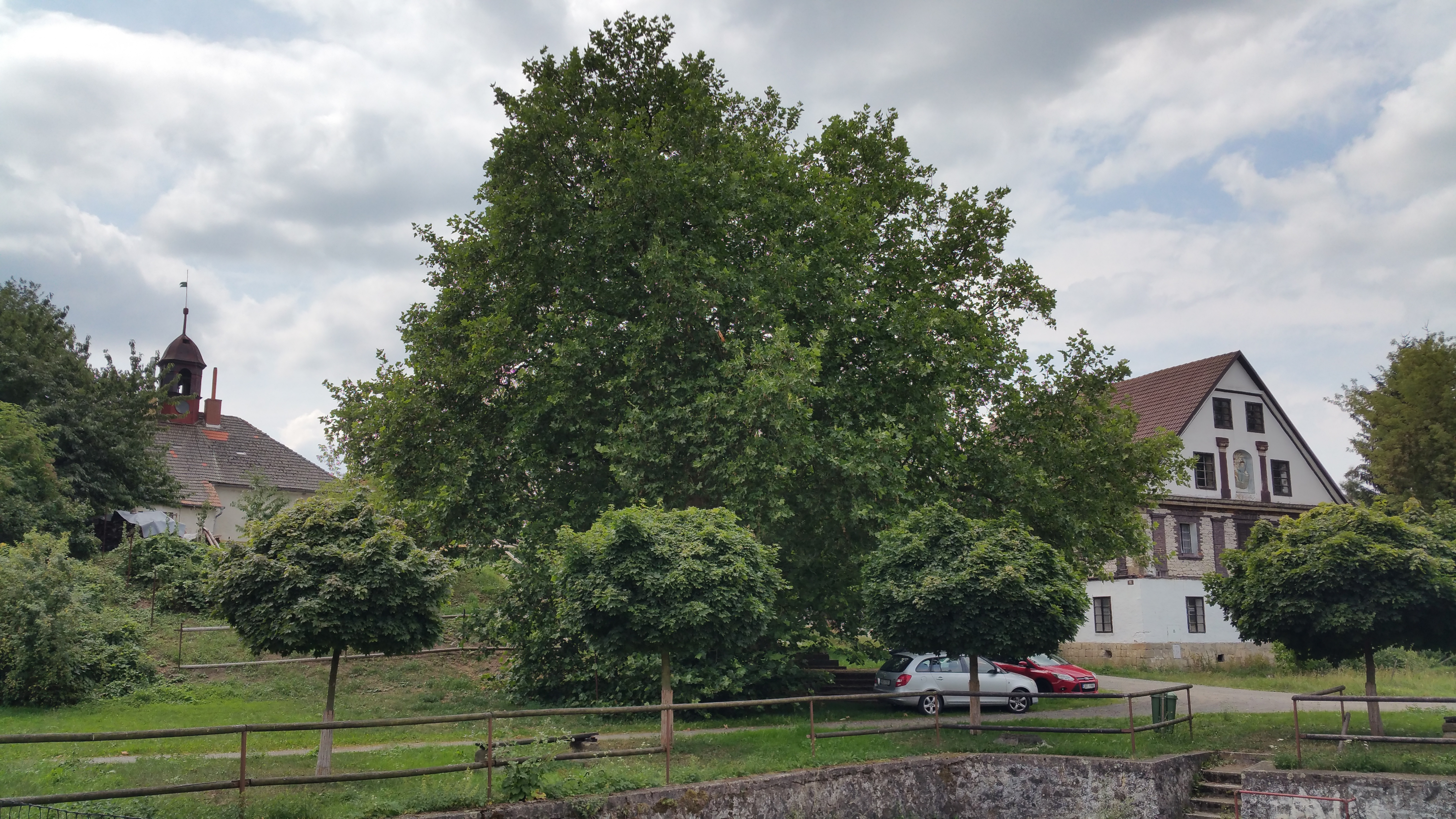
Památný platan za budovou školy
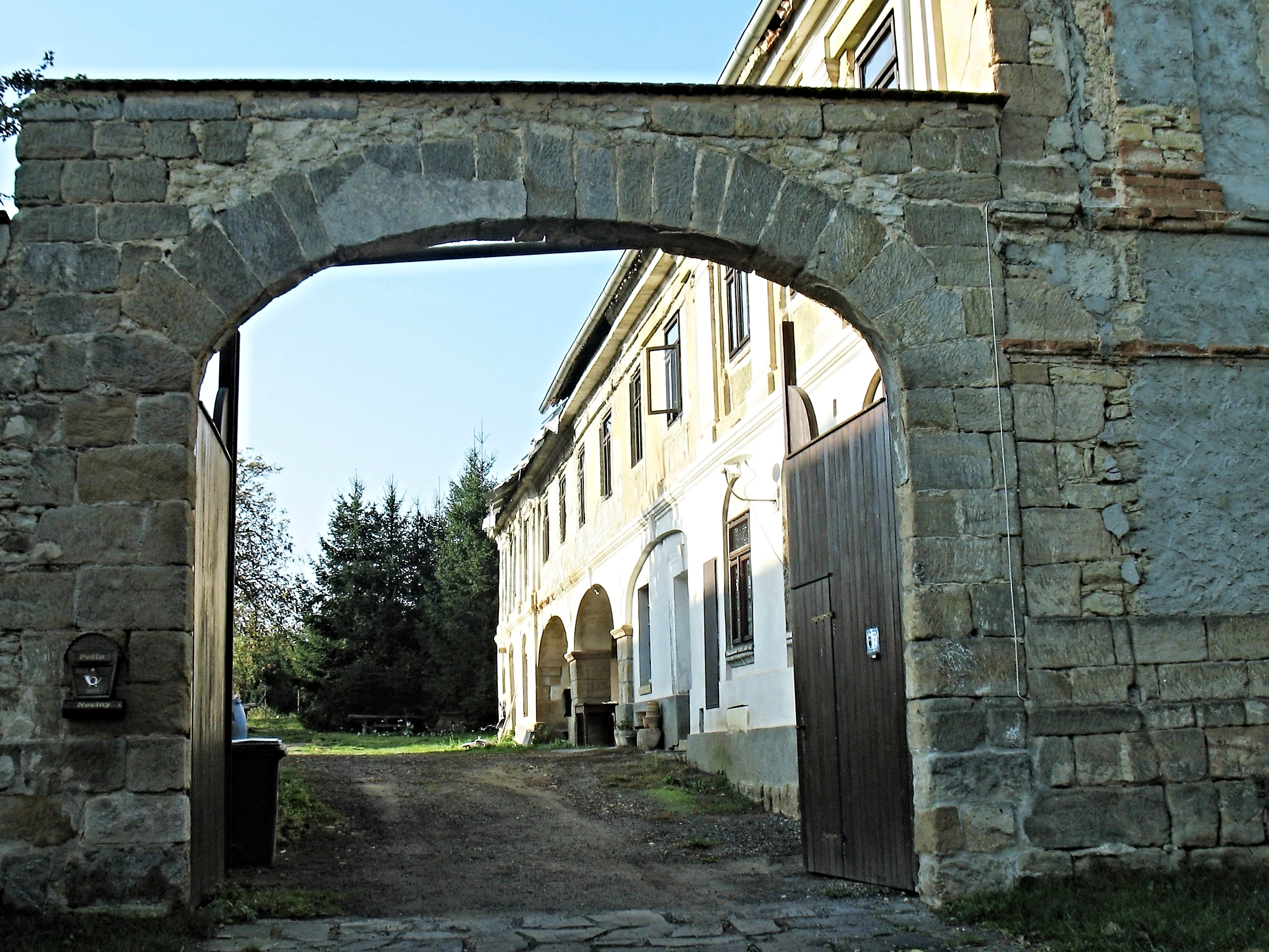
Brána do dvora staré usedlosti čp. 4